# Rektiole
Eine Rektiole ist eine Art von Klistier zur Einbringung von Medikamenten in den Mastdarm (Rektum). Die Anwendung ist einfacher als etwa durch intramuskuläre Injektion, so dass die Rektiole auch von nicht medizinisch ausgebildeten Personen oder Laienhelfern (z. B. Eltern) verabreicht werden kann.
Neben der Rektiole sind etwa auch Zäpfchen eine Medikamenten-Darreichungsform, bei welcher der Wirkstoff vom Mastdarm resorbiert wird.